# Dimitri Dimakopoulos

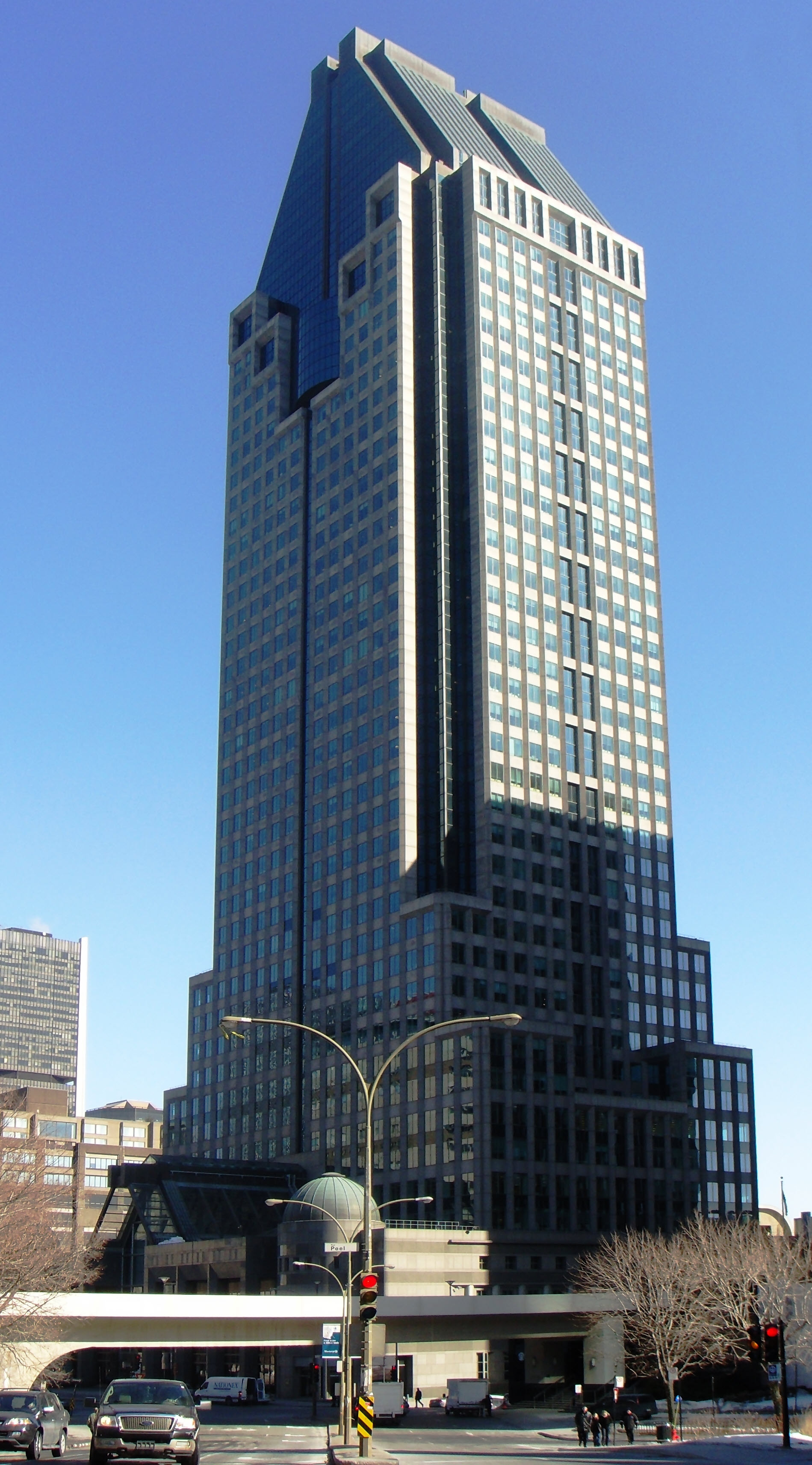
Das 205 m hohe Bürohochhaus 1000 de La Gauchetière

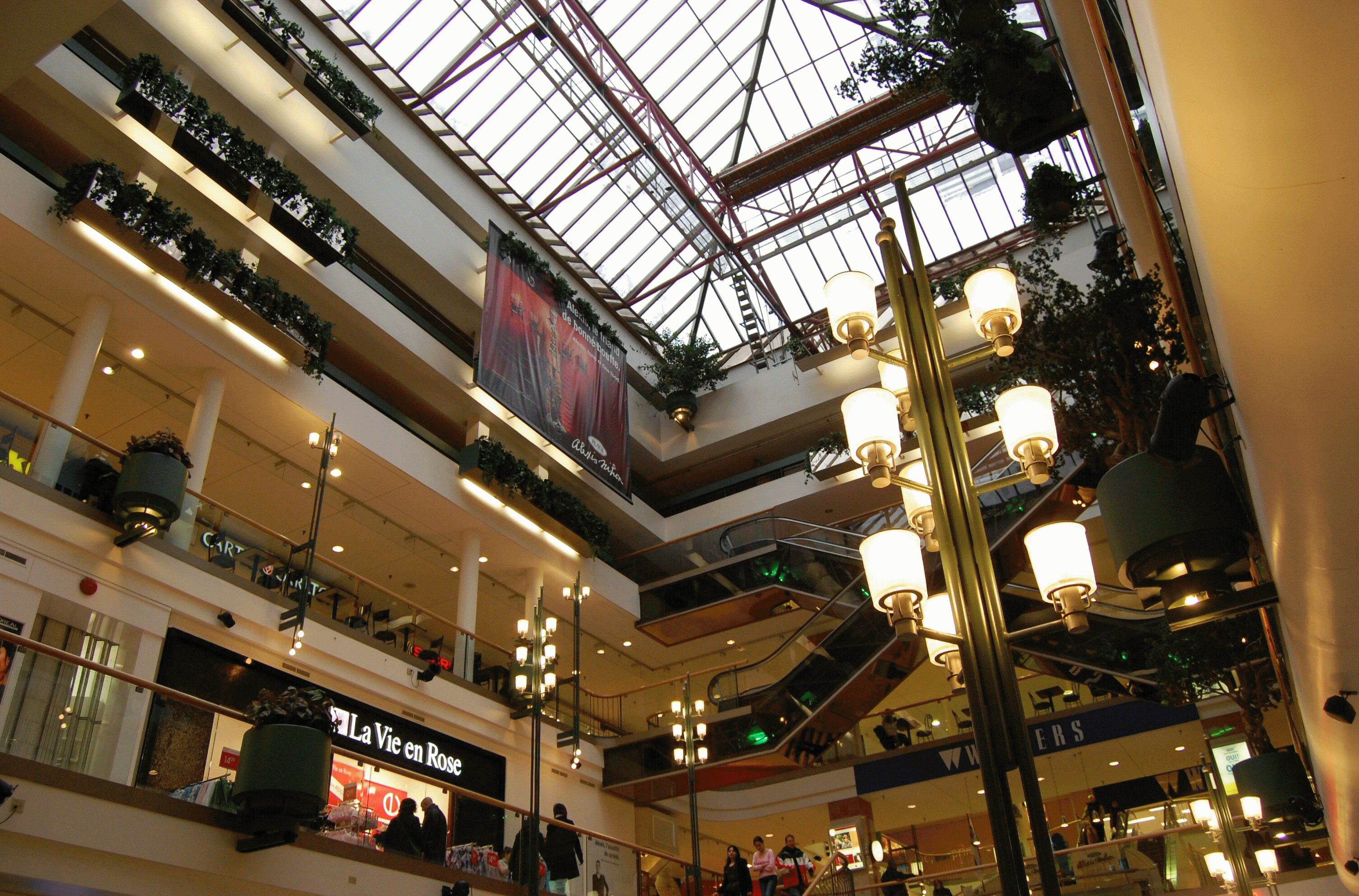
Das Einkaufszentrum Place Alexis-Nihon

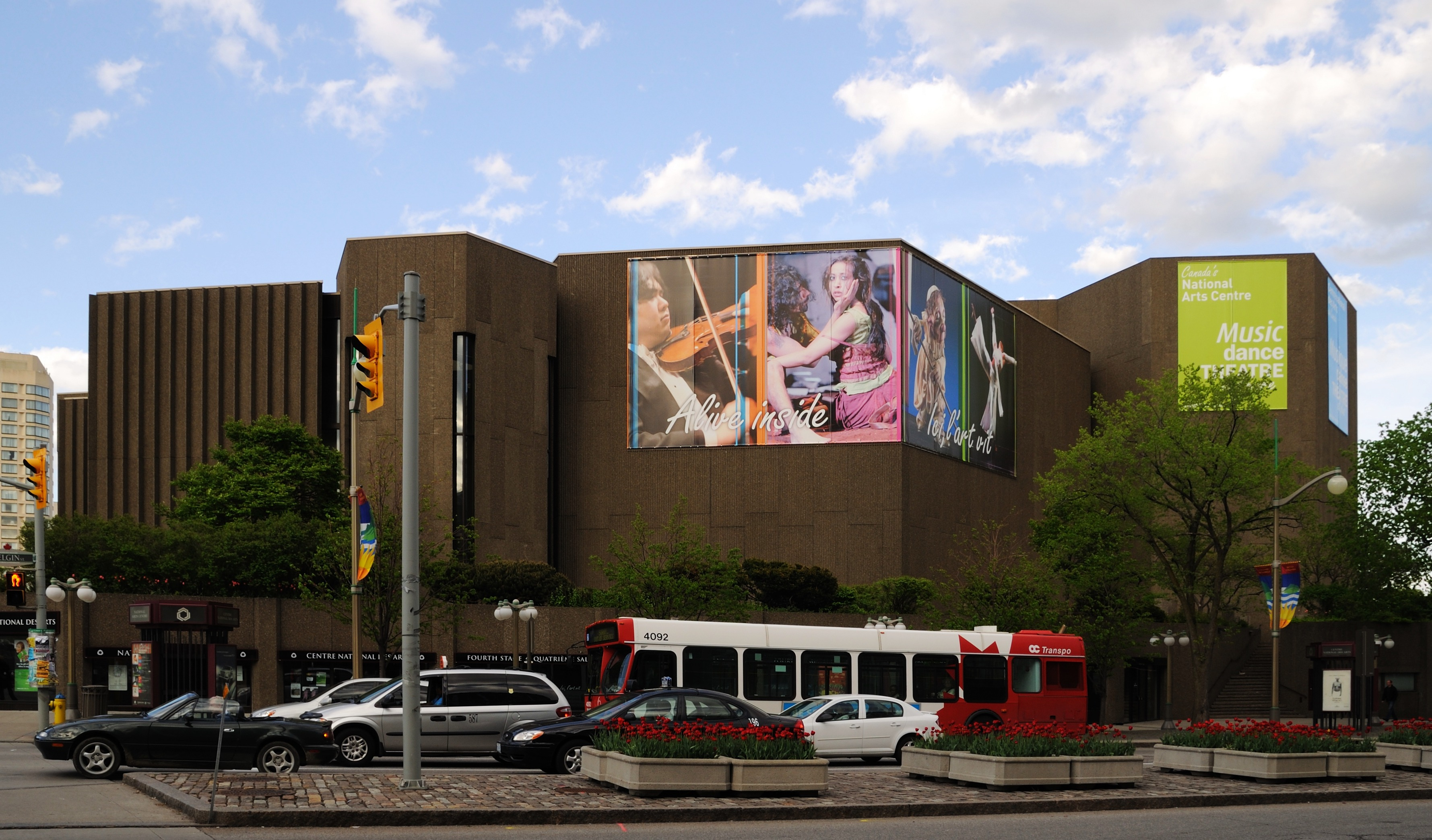
National Arts Centre, Ottawa

Dimitri Dimakopoulos (griechisch Δημήτρης Δημακόπουλος, * 14. September 1929 in Athen; † 7. November 1995 in Montreal) war ein griechisch-kanadischer Architekt, der mit seinen Bauten wesentlich das Stadtbild von Montreal prägte.

## Biografie
Dimakopoulos wuchs in Athen auf und studierte dort bis 1948. Anschließend setzte er sein Studium an der Architektur-Fakultät der McGill-Universität in Montreal fort. Währenddessen wurde er mit dem Anglin-Norcross Prize und dem Hobbs Glass Prize ausgezeichnet. Seine Arbeitsschwerpunkte waren öffentliche Theater und Bühnen, seine Abschlussarbeit 1954 war die Grundlage des siegreichen Wettbewerbsentwurfs für das Queen Elizabeth Theatre in Vancouver.  1955 gründete er mit Kollegen das Büro  ARCOP (Affleck, Desbarats, Dimakopoulos, Lebensold, Michaud, Sise. Heute: ARCOP Group). Das Büro bekam den Zuschlag für den Bau der Place Ville-Marie in Montreal, die heute das Stadtzentrum der Stadt ausmacht. Innerhalb weniger Jahre entwickelte sich das Büro zu einem der wichtigsten Architekturbüros Kanadas mit Beteiligung an zahlreichen bedeutenden Projekten (z. B. Expo 67, Montreal, 1963–67; Place Bonaventure, Montreal, 1964–68; National Arts Centre, Ottawa, 1964–69).
1967 begann Dimakopoulos eine langjährige Zusammenarbeit mit dem Planning Department der Stadt Calgary, und gründete 1968  »Dimakopoulos and Associates/Dimitri Dimakopoulos & Associés«. Nunmehr waren seine Entwürfe weniger radikal, er bekam Aufträge für Stadtplanungen für die Zentren von Winnipeg, Quebec Stadt, Hull und Hongkong. 1991/92 entwarf er in Zusammenarbeit mit Lemay and Associates das Bürohochhaus 1000 de La Gauchetière, welches bis heute das höchste Gebäude der Stadt Montreal ist.

## Werk (Auswahl)
- Queen Elizabeth Theatre in Vancouver, 1954
- Hochhauskomplex Place Ville-Marie in Montreal (Zusammen mit Ieoh Ming Pei), 1962
- National Arts Centre in Ottawa, 1964–69
- Loews Hôtel Le Concorde in Québec Stadt, 1973
- Campus der Université du Québec à Montréal, 1974
- Winter Wondorlando Complex, in Orlando Florida, 1974
- Stadtplanung für die Zentren von Calgary, Winnipeg, Quebec Stadt, Hull und Hongkong
- Einkaufszentrum Place Alexis-Nihon in Montreal, 1985
- Hochhaus 1000 de La Gauchetière in Montreal, 1992

## Bibliografie
- Alain Marcoux: The Life and Work of Dimitri Dimakopoulos (1929–1995), 2002